# Anarchizm relacji
Anarchizm relacji – sposób myślenia, zgodnie z którym w relacjach intymnych powinien panować anarchizm. Szczególne znaczenie mają tutaj takie wartości jak autonomia, praktyki antyhierarchiczne, brak kontroli państwa, antynormatywność i współzależność społeczna. Anarchizm relacji można uznać za rodzaj nie-monogamii, ale również antymonogamii. Różni się on jednak od poliamorii, solo-poliamorii i innych form „randkowania”, które powielają - według anarchizmu relacji - wiele tych samych opresyjnych struktur występujących w monogamii.

## Charakterystyka

### Niejasności
Anarchizm relacji nie jest rodzajem poliamorii, wolnej miłości, ani też nieskończenie konfigurowalnym stylem relacji. Rozumienie „anarchii” jako całkowitej dowolności w działaniu prowadzi do błędnego rozumienia anarchizmu relacji jako modelu związku, w którym wszystko jest w porządku, o ile wszyscy zaangażowani pozostają we wzajemnym porozumieniu, co w rzeczywistości stanowi opis wolnej miłości. Anarchizm relacji twierdzi, że taki ruch powiela te same schematy ucisku (oparte na zasadach, usankcjonowane przez państwo umowy małżeńskie, amatonormatywność itp.) co w poliamorii i monogamii, więc nie może być uważana za praktykę wyzwalającą.

### Definicja
Anarchizm związkowy stosuje koncepcje anarchistyczne, aby zaprzeczać hierarchii w relacjach i rezygnować z narzuconych oczekiwań. Anarchiści związkowi nie stosują różnych wartości w swoich związkach: związek seksualny nie ma pierwszeństwa przed związkiem platonicznym. Dla anarchisty lub anarchistki w związku, intymnej przyjaźni, partnerstwie seksualnym czy współlokatorstwie, każda z tych relacji może mieć jednakową wagę i znaczenie.  
Anarchizm relacji opiera się na przekonaniach sprzeciwiających się wszelkim formom własności i relacjom intymnym opartym na sztywnych zasadach. Obejmuje to przeciwstawianie się i niszczenie kategorii związków intymnych według Eskalatora Relacji, tj. domyślnego zestawu społecznych oczekiwań dotyczących intymnych relacji („przyjaciel” kontra „obiekt zainteresowania romantycznego/seksualnego” kontra „partner” kontra „małżonek” jako odrębnych poziomów w hierarchii intymności), zgody osób trzecich (potrzebujących „partnera” do zaakceptowania lub wyrażenia zgody na działania/związki innej osoby), małżeństwa (usankcjonowane przez państwo stosunki umowne, z których żadna ze stron nie może zrezygnować, a każda z dwóch osób staje się coraz bardziej związana prawnie, społecznie i finansowo) oraz wszelkich innych form ucisku i hierarchii (rasizmu, seksizmu, kwestie pożądania, kwestie obywatelstwa/narodowości, kapitalizmu, homo/transfobii itp.). 
Nie jest zgodne z anarchizmem relacji „wybierać” małżeństwo lub nadawać priorytet niektórym intymnym związkom za pomocą łatki „partner/chłopak/dziewczyna” lub „pierwszorzędny/drugorzędny”. Działania te wspierają szkodliwe normy społeczne i w ostatecznym rozrachunku są destrukcyjne dla osiągnięcia celu, jakim są antyopresyjne relacje w społeczności.

## Historia
Termin anarchizm relacji został opracowany przez Andie Nordgren w jej eseju z 2006 - Krótki instruktażowy manifest anarchizmu relacji (przetłumaczony przez nią z oryginalnego szwedzkiego Relationsanarki i 8 punkter). Związane z tym tematy zostały również poruszone w tezach Szwedów Jacoba Strandella i Idy Midnattssol.